# Беркс Фолс
Беркс Фолс (енгл. Burk's Falls) је село у Канади у покрајини Онтарио. Према резултатима пописа 2011. у селу је живело 967 становника.

## Становништво
Према резултатима пописа становништва из 2011. у граду је живело 967 становника, што је за 8,3% више у односу на попис из 2006. када је регистровано 893 житеља.
| 2006. | 2011. |
| ----- | ----- |
| 893   | 967   |